# تصفيات كأس العالم 2026 – آسيا الدور الرابع والخامس
ستقام المرحلة الرابعة من مباريات تصفيات كأس العالم 2026 خلال الفترة بين 8 أكتوبر 2025 و 14 أكتوبر 2025. وتقام مباراتي الدور الخامس في الشهر التالي عبر اقامة مباراتين بين وصيفي مجموعتي الدورالرابع.

## الدور الرابع

### النظام
تقسم الفرق الحاصلة على المركزين الثالث والرابع من الجولة الثالثة إلى مجموعتين، تضم كل منهما ثلاثة فرق وفق قرعة تقام يوم 17 يوليو 2025. تلعب كل مجموعة دورة روبن بنظام التجمع، حيث تستضيف قطر والسعودية كل مجموعة منهما. سيتأهل الفائزون في كل مجموعة مباشرةً إلى كأس العالم 2026، بينما يتأهل الوصيف إلى الجولة الخامسة. في 13 يونيو 2025، أكد الاتحاد الآسيوي لكرة القدم اختيار قطر والسعودية كدولتين مضيفتين للدورالرابع.

### المنتخبات المتأهلة
احتلت الفرق التالية المركز الثالث أو الرابع في مجموعاتها بالدور الثالث:
- إندونيسيا
- العراق
- عمان
- قطر
- الإمارات العربية المتحدة
- السعودية

### القرعة
اقيمت القرعة للدور الرابع يوم الخميس 17 يوليو 2025 في مقر الاتحاد الاسيوي في كوالالمبور. بعد ان كان مخططا له في مسرح أوميدا للفنون في اوساكا, اليابان.
- إندونيسيا
- العراق
- عمان
- قطر (مضيف)
- السعودية (مضيف)
- الإمارات العربية المتحدة

### الجدول الزمني
من المتوقع أن يكون جدول المنافسة على النحو التالي:
| الجولة   | التاريخ        |
| -------- | -------------- |
| الجولة 1 | 8 أكتوبر 2025  |
| الجولة 2 | 11 أكتوبر 2025 |
| الجولة 3 | 14 أكتوبر 2025 |

### المجموعة الأولى
| م | الفريق                   | لعب | ف | ت | خ | أ.له | أ.ع | أ.ف | نقاط | التأهل          |  | قطر      | الإمارات العربية المتحدة | سلطنة عمان |
| - | ------------------------ | --- | - | - | - | ---- | --- | --- | ---- | --------------- |  | -------- | ------------------------ | ---------- |
| 1 | قطر (H)                  | 0   | 0 | 0 | 0 | 0    | 0   | 0   | 0    | كأس العالم 2026 |  | —        | 14 أكتوبر                | —          |
| 2 | الإمارات العربية المتحدة | 0   | 0 | 0 | 0 | 0    | 0   | 0   | 0    | الدورالخامس     |  | —        | —                        | 11 أكتوبر  |
| 3 | عمان                     | 0   | 0 | 0 | 0 | 0    | 0   | 0   | 0    |                 |  | 8 أكتوبر | —                        | —          |

| عمان | ضد | قطر |
| ---- | -- | --- |
|      |    |     |

| الإمارات العربية المتحدة | ضد | عمان |
| ------------------------ | -- | ---- |
|                          |    |      |

| قطر | ضد | الإمارات العربية المتحدة |
| --- | -- | ------------------------ |
|     |    |                          |

### المجموعة الثانية
| م | الفريق       | لعب | ف | ت | خ | أ.له | أ.ع | أ.ف | نقاط | التأهل          |  | السعودية | العراق    | إندونيسيا |
| - | ------------ | --- | - | - | - | ---- | --- | --- | ---- | --------------- |  | -------- | --------- | --------- |
| 1 | السعودية (H) | 0   | 0 | 0 | 0 | 0    | 0   | 0   | 0    | كأس العالم 2026 |  | —        | 14 أكتوبر | —         |
| 2 | العراق       | 0   | 0 | 0 | 0 | 0    | 0   | 0   | 0    | الدورالخامس     |  | —        | —         | 11 أكتوبر |
| 3 | إندونيسيا    | 0   | 0 | 0 | 0 | 0    | 0   | 0   | 0    |                 |  | 8 أكتوبر | —         | —         |

| إندونيسيا | ضد | السعودية |
| --------- | -- | -------- |
|           |    |          |

| العراق | ضد | إندونيسيا |
| ------ | -- | --------- |
|        |    |           |

| السعودية | ضد | العراق |
| -------- | -- | ------ |
|          |    |        |

## الدور الخامس
سيلعب الفريقان صاحبا المركز الثاني في كل مجموعة من الدور الرابع ضد بعضهما البعض على مباراتين في نوفمبر 2025 لتحديد الفريق الذي يتقدم إلى تصفيات الاتحاد القاري.
| فريق 1                              | ن.نTooltip Aggregate score | فريق 2                               | مباراة الذهاب | مباراة الإياب |
| ----------------------------------- | -------------------------- | ------------------------------------ | ------------- | ------------- |
| الجولة الرابعة وصيف المجموعة الأولى |                            | الجولة الرابعة وصيف المجموعة الثانية | 13 نوفمبر     | 18 نوفمبر     |

### المباريات
| وصيف المجموعة الاولى من الدور الرابع | ضد | وصيف المجموعة الثانية من الدور الرابع |
| ------------------------------------ | -- | ------------------------------------- |
|                                      |    |                                       |

| وصيف المجموعة الثانية من الدور الرابع | ضد | وصيف المجموعة الاولى من الدور الرابع |
| ------------------------------------- | -- | ------------------------------------ |
|                                       |    |                                      |

## روابط خارجية
- Asian Qualifiers: Road to 26 على يوتيوب